# Hatsadiling

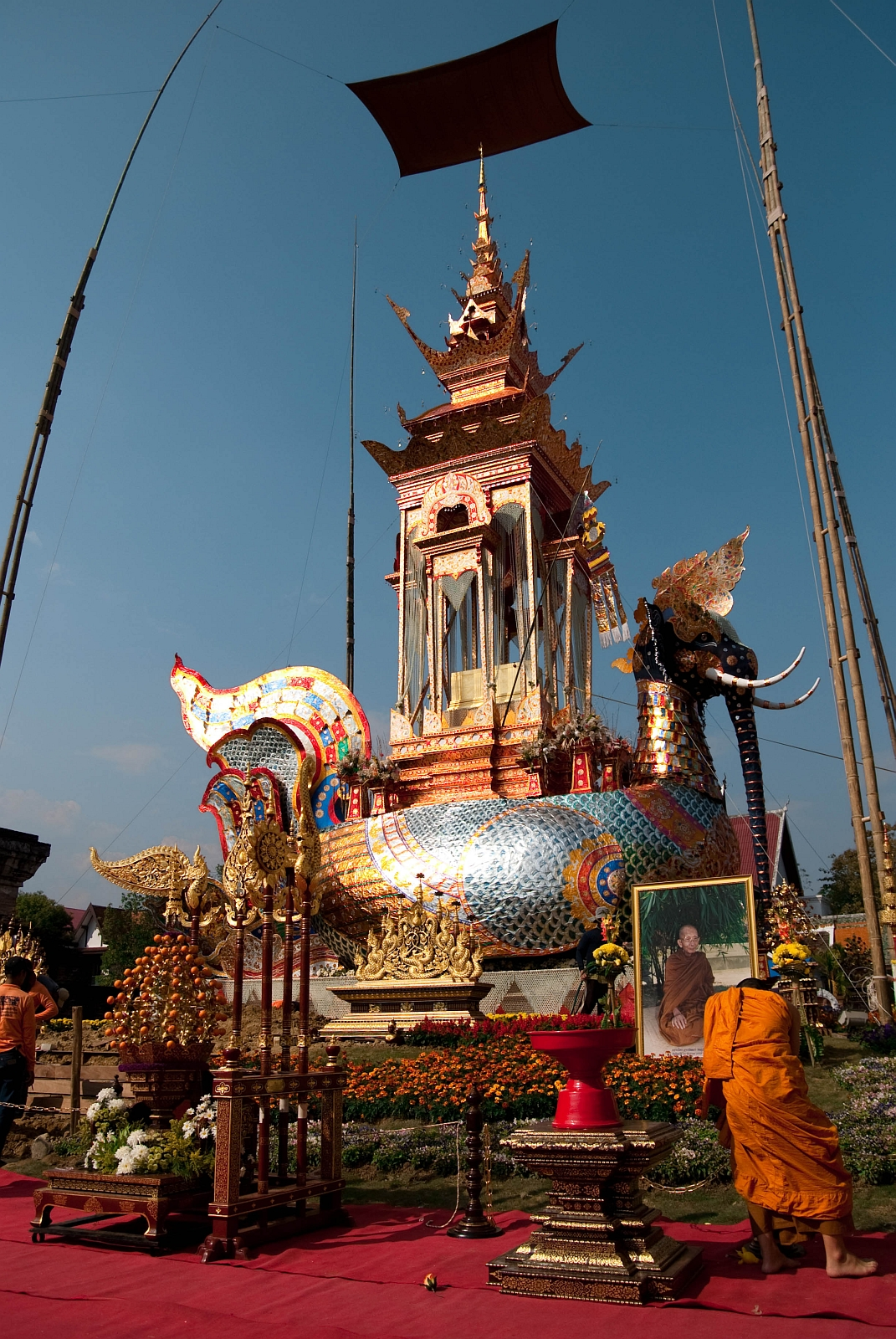
Una carroza funeraria del norte de Tailandia con un hatsadiling.

Hatsadiling (en tailandés: หัสดีลิงค์; en birmano: ဟတ္ထီလိင်္ဂ; en pali: hatthīliṅga; en sánscrito: hastilinga) es un ave mitológica comúnmente representada en el arte de Tailandia. Se considera que el hatsadiling tiene el tamaño de una casa, con la cabeza y cuerpo de un león, la trompa y colmillos de un elefante, la cresta de un gallo, y las alas de un ave. Según la tradición oral del noreste de Tailandia, el ave antiguamente habitó el bosque legendario de Himavanta. A menudo el ave es representada como un motivo destacado en carrozas fúnebres de monjes budistas importantes en el norte de Tailandia durante las ceremonias de cremación phongyibyan. El hatsadiling (hathi linga) también ha sido utilizado por el pueblo Marma como un motivo destacado en cortejos fúnebres.
El ave es considerada un elemento instrumental en la creación de Hariphunchai, un reino Mon en la Tailandia moderna. Se le menciona en Cāmadevivaṃsa, una crónica Pali que relata la fundación del reino Hariphunchai por la reina Camadevi. El Dhammapada-aṭṭhakathā menciona el hastilinga. Buddhaghoṣa lo menciona como un animal que posee la fuerza de cinco elefantes.

## Otras denominaciones
En idioma tailandés, el ave es denominada de diversas maneras, tales como nok hatstadiling (นกหัสดีลิงค์), nok hatsading (นกหัสดิน), nok hatsadi (นกหัสดี) y nok hat.